# Jesus Seminar
Il Jesus Seminar, attivo negli anni Ottanta e Novanta, era formato da un gruppo di 150-200 studiosi e laici con differenti titoli di studio esperti nell'ambito degli studi biblici, della scienza delle religioni o in campi collegati e altri autori di pubblicazioni di rilievo nell'ambito della religione.
Il seminario fu fondato nel 1985 da Robert Funk e John Dominic Crossan, con la collaborazione del Westar Institute.
Tra i gruppi maggiormente attivi nell'ambito della critica biblica, il Jesus Seminar adotta votazioni con palline colorate per decidere la visione collettiva sulla storicità di Gesù, in particolare riguardo a ciò che può o non può aver detto e fatto in quanto figura storica. Il seminario ha anche lo scopo di rendere popolare la ricerca del Gesù storico; il pubblico è invitato a partecipare ai due incontri annuali. Il Jesus Seminar ha prodotto nuove traduzioni del Nuovo Testamento e dei Vangeli apocrifi da utilizzare come fonti testuali. I risultati del seminario sono stati pubblicati in tre rapporti, The Five Gospels (1993), The Acts of Jesus (1998), and The Gospel of Jesus (1999). Il gruppo tiene anche diverse lezioni in varie città statunitensi.
La ricostruzione del Gesù storico fatta dal Jesus Seminar, lo presenta come un saggio ebreo ellenistico itinerante che non morì in remissione dei peccati né risorse dai morti, ma predicò un "vangelo sociale" per parabole e aforismi. Da iconoclasta, Gesù ruppe con i dogmi teologici consolidati e con le convenzioni sociali della società giudaica sia attraverso i suoi insegnamenti che attraverso le sue azioni, spesso rovesciando il senso comune e confondendo le attese dei suoi ascoltatori: predicò di un "regno imperiale dei Cieli" (tradizionalmente tradotto come "Regno dei Cieli") affermando che fosse già venuto ma non fosse stato visto; raffigurò Dio come un padre amoroso; fraternizzò con i perdenti della società, criticando i ricchi e i potenti.
Il seminario considera i vangeli come artefatti storici, rappresentanti non solo le vere parole e azioni di Gesù, ma anche le elaborazioni e invenzioni delle prime comunità cristiane e degli autori dei vangeli, richiedendo l'onere della prova a chi sostiene la storicità di un certo brano. Non tenendo in considerazione vincoli di canonicità, i membri del seminario sostengono che il Vangelo di Tommaso potrebbe contenere più materiale originale del Vangelo secondo Giovanni.
Sebbene l'analisi dei vangeli come creazioni umane e quindi fallibili sia un normale standard storico-critico, la premessa del seminario che Gesù non sostenne alcuna visione del mondo apocalittica è controversa. Invece di fargli rivelare una escatologia apocalittica che insegnasse ai suoi discepoli a prepararsi per l'arrivo del "Regno dei Cieli", i membri del seminario sostengono che le parole di Gesù autentiche indicano che egli predicò una escatologia sapienziale, che incoraggiava tutti i figli di Dio a fare tikkun olam, a "riparare il mondo".

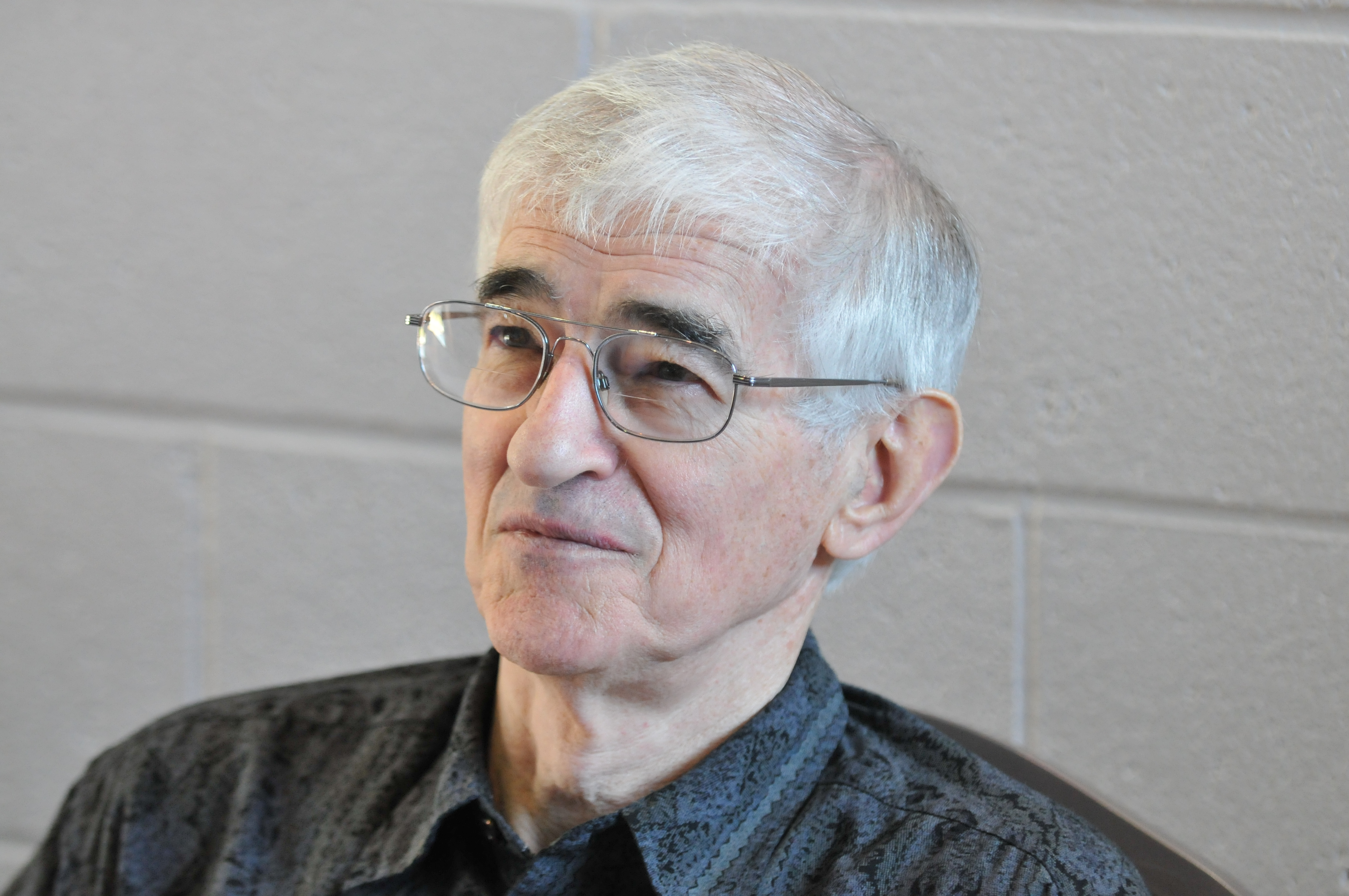
John Dominic Crossan, uno dei cofondatori del Jesus Seminar

## Uso dei metodi storici
I membri del seminario cercano di ricostruire la vita del Gesù storico, chiedendosi chi fosse, cosa avesse fatto, cosa avesse detto e cosa significassero le sue parole. In questo utilizzano una serie di strumenti: la loro ricostruzione è infatti basata sull'antropologia sociale e sull'analisi storica e testuale. La caratteristica centrale del loro approccio è costituita dal rifiuto dell'escatologia apocalittica. Utilizzano studi antropologici multi-culturali per impostare lo sfondo generale, scendono nel dettaglio della storia e della società della Palestina del I secolo, usano l'analisi testuale (oltre ad altra antropologia e storia) per concentrarsi su Gesù stesso. Le loro fonti sono una combinazione di fonti primarie, fonti secondarie e prove archeologiche; la loro metodologia, sviluppata da un gruppo di studiosi e spiegata in The Five Gospels ("I cinque vangeli", i quattro vangeli canonici più il Vangelo di Tommaso), consiste nel collezionare le testimonianze di tradizioni su Gesù dei primi quattro secoli e filtrarle con criteri come quello dell'attestazione multipla, dell'autorevolezza e dell'oralità.
The Five Gospels elenca sette basi per lo studio critico moderno di Gesù; si tratta di "pilastri" che sono stati sviluppati sin dalla fine del Settecento:
1. distinzione tra il Gesù storico e il Cristo della fede (cfr. Hermann Samuel Reimarus, David Strauss);
2. riconoscimento del fatto che i vangeli sinottici sono più accurati storicamente del Vangelo secondo Giovanni (tradizione tedesca dell'Ottocento, cfr. Critica storica);
3. riconoscimento della priorità marciana su Matteo e Luca (prima del Novecento);
4. identificazione della fonte Q (prima del Novecento);
5. rifiuto del Gesù escatologico e/o apocalittico (anni settanta e ottanta);
6. distinzione tra la cultura orale e quella scritta;
7. ribaltamento dell'onere della prova da coloro che considerano il contenuto del vangelo a-storico a coloro che lo considerano storico.

Sebbene alcuni di questi "pilastri" siano condivisi, alcuni studiosi del Gesù storico seguono Albert Schweitzer nel considerarlo apocalittico; secondo The Five Gospels, la teoria non-apocalittica ha guadagnato terreno negli anni '70 e '80, quando la ricerca su Gesù si è trasferita dagli ambienti religiosi nel mondo secolare delle università. Marcus Borg afferma che «il vecchio consenso sul fatto che Gesù fu un profeta escatologico che proclamò l'imminente fine del mondo è scomparso» e identifica due ragioni per questo: sin dagli anni '60, i riferimenti evangelici sull'arrivo del Figlio dell'uomo sono stati talvolta visti come inserimenti della comunità delle origini del cristianesimo; inoltre, molti studiosi sono giunti a vedere nel Regno dei Cieli di Gesù una realtà presente, una escatologia realizzata, più che una imminente fine del mondo. Gli elementi apocalittici attribuiti a Gesù, secondo The Five Gospels, provengono da Giovanni Battista e dalle prime comunità cristiane.

## Traduzioni
Il Jesus Seminar ha iniziato la traduzione dei vangeli in inglese americano moderno, producendo la "Scholar Version", contenuta in The Five Gospels. Questa traduzione fa uso di colloquialismi correnti e formulazioni contemporanee per fornire un senso moderno agli stili degli autori, piuttosto che usare le loro stesse parole; lo scopo è quello di far "sentire" al lettore il messaggio in modo simile a come l'avrebbe sentito un ascoltatore del primo secolo.
I traduttori hanno evitato le traduzioni arcaiche o letterali di altre edizioni, o loro aggiornamenti superficiali; ad esempio, hanno tradotto con "damn you" quello che normalmente era tradotto con "woe to you", perché la prima formulazione è quella che normalmente una persona direbbe oggi.
Gli autori di The Five Gospels affermano inoltre che altre traduzioni hanno tentato di unificare il linguaggio dei vangeli, mentre i loro sforzi sono andati nella direzione di preservare lo stile peculiare di ciascun autore.

## Risultati e pubblicazioni
Il Jesus Seminar ha deciso di adottare il sistema delle votazioni per determinare il consenso all'interno del gruppo, come già prima era stato fatto per i gruppi che hanno prodotto la Bibbia di re Giacomo (King James Version, KJV), la Revised Standard Version e il Novum Testamentum Graece.
I membri utilizzano un sistema di voto basato su biglie colorate, per votare sull'autenticità di circa 500 affermazioni ed eventi. Il colore della biglia indica quanto il membro del Seminar sia sicuro che il detto o l'atto siano o non siano autentici:
- biglia rossa: il votante ritiene che Gesù abbia detto le parole riportate o che la sua formulazione sia stata molto simile (3 punti);
- biglia rosa: il votante ritiene che Gesù abbia probabilmente detto qualcosa di simile alle parole riportate (2 punti);
- biglia grigia: il votante ritiene che Gesù non abbia detto le parole riportate, ma che esse rappresentino il suo pensiero (1 punto);
- biglia nera: il votante ritiene che Gesù non abbia detto le parole riportate e che esse rappresentino una tradizione differente (0 punti).

Il consenso viene determinato come media pesata dei voti, invece che per maggioranza semplice; in questo modo tutte le opinioni sono prese in considerazione per la decisione finale. The Five Gospels riporta il risultato del voto (rosso, rosa, grigio o nero), il numero di votazioni necessarie per raggiungere la decisione (eventualmente nessuna), e le motivazioni di voto dei membri.
I partecipanti, però, non si limitano a votare, ma due volte all'anno si riuniscono per discutere i rapporti presentati; alcuni versi, inoltre, hanno richiesto ampio dibattito e voti ripetuti.

### Detti di Gesù
I primi risultati del Jesus Seminar furono pubblicati nel 1993 nel libro The Five Gospels: The Search for the Authentic Words of Jesus ("I cinque vangeli. La ricerca per le parole autentiche di Gesù").

#### Criteri di autenticità
Come altri studiosi del Gesù storico, il Jesus Seminar considera i vangeli come artefatti storici fallibili, contenenti sia materiale autentico che materiale non autentico. I membri utilizzano diversi criteri per determinare l'autenticità di un certo detto o atto, tra cui il criterio dell'attestazione multipla e il criterio dell'imbarazzo. Altri criteri utilizzati sono:
- oralità: secondo stime recenti, i vangeli furono scritti decenni dopo la morte di Gesù. Parabole, aforismi e storie furono tramandate oralmente per almeno vent'anni (30-50). I membri del Seminar giudicano quindi se un detto è una pericope breve e accattivante che possa essere sopravvissuta intatta dalla morte di chi l'ha pronunciata fino alla sua scrittura per decenni. In tal caso è più probabile che sia autentica (ad esempio: "Porgi l'altra guancia");
- ironia: in base a diverse importanti parabole, come la parabola del buon samaritano, i membri hanno ritenuto che l'ironia, il rovesciamento e la frustrazione delle attese fossero caratteristiche dello stile di Gesù. Se una pericope presenta degli opposti o delle impossibilità, è più probabilmente autentica (ad esempio: "Ama il tuo nemico");
- fede in Dio: un lungo discorso attestato nei tre vangeli presenta Gesù che dice ai suoi ascoltatori di non aver paura ma di confidare nel Padre; i membri del Seminar hanno cercato questo tema negli altri detti da loro ritenuti autentici (ad esempio: "Chiedete e vi sarà dato").

#### Criteri di non autenticità
Il Jesus Seminar ha adottato alcune caratteristiche che, secondo i membri, identificano i detti non autentici, come la presenza di:
- autoreferenzialità: se il testo riporta Gesù che parla di sé stesso (ad esempio: «Io sono la via, la verità e la vita», Vangelo secondo Giovanni, 14,1-14[16]);
- materiale a contorno: se dei versi sono usati per introdurre, spiegare o ambientare altro materiale, che potrebbe essere autentico (per esempio, nel Vangelo secondo Luca, la parabola "rossa" del buon samaritano è posta all'interno di scene in cui Gesù racconta la parabola, e il Seminar ritiene le parole di contorno di Gesù siano "nere");
- argomenti comunitari: se i versi riguardano le comunità del cristianesimo delle origini, come nel caso di istruzioni per i missionari o questioni di guida della comunità (per esempio: Pietro apostolo come "roccia" su cui Gesù costruisce la sua Chiesa, Vangelo secondo Matteo, 16,17-19[17]);
- orientamenti teologici: se i versi sostengono una opinione o una visione che è peculiare del vangelo, probabilmente indicando l'orientamento dell'autore (per esempio, la parabola delle pecore e dei capri, Vangelo secondo Matteo, 25,31-46[18], è stata votata "nera" in quanto rappresenta l'orientamento di Matteo di pronunciarsi contro membri non meritevoli della comunità cristiana).

#### Detti autentici
I detti considerati "rossi" nella traduzione Scholar's Version del Jesus Seminar sono (con indicate a fianco le percentuali pesate dei votanti d'accordo):
1. Porgi l'altra guancia (92%): Vangelo secondo Matteo 5,39[19], Vangelo secondo Luca 6,29[20];
2. Tunica e mantello (92%): Matteo 5,40[21], Luca 6,29[22];
3. Beati i poveri: Luca 6,20[23] (91%), Vangelo di Tommaso 54 (90%), Matteo 5,3[24] (63%);
4. Ama il tuo nemico: Luca 6,27[25] (84%),  Matteo 5,44[26] (77%), Luca 6,32-35[27] (56%) - si confronti con i detti considerati "neri" "Prega per il tuo nemico" (POxy1224 6,1a; Didaché 1,3; Lettera ai Filippesi di Policarpo 12,3) e "Amatevi l'un l'altro" (Vangelo di Giovanni 13,34-35[28], Lettera ai Romani 13,8[29], Prima lettera di Pietro 1,22[30]);
5. La parabola del lievito: Luca 13,20-21[31] (83%), Matteo 13,33[32] (83%), Tommaso 96,1-2 (65%);
6. Date a Cesare quel che è di Cesare... (82%): Tommaso 100,2-3, Vangelo secondo Marco 12,17[33],  Luca 20,25[34], Matteo 22,21[35] (anche Vangelo Egerton 3,1-6);
7. Dà a chi chiede del tuo (81%):  Luca 6,30[36], Matteo 5,42[37], Didaché 1,5;
8. Parabola del buon samaritano (81%): Luca 10,30-35[38];
9. Beati gli affamati: Luca 6,21[39] (79%), Matteo 5,6[40] (59%), Tommaso 69,2 (53%);
10. Beati gli afflitti: Luca 6,21[41] (79%), Matteo 5,4[42] (73%);
11. Parabola del fattore infedele (77%): Luca 16,1-8[43];
12. Parabola dei lavoratori della vigna (77%): Matteo 20,1-15[44];
13. Abbà, Padre (77%): Matteo 6,9[45], Luca 11,2[46];
14. Parabola del granello di senape: Tommaso 20,2-4 (76%), Marco 4,30-32[47] (74%), Luca 13,18-19[48] (69%), Matteo 13,31-32[49] (67%);

#### Detti probabilmente autentici
I primi 15 dei 75 detti "rosa" sono:
1. Discorso sulle preoccupazioni (75%): Vangelo di Tommaso 36, Vangelo secondo Luca 12,22-23[50], Vangelo secondo Matteo 6,25[51];
2. Parabola della moneta smarrita (75%): Luca 15,8-9[52];
3. "Le volpi hanno le tane": Luca 9,58[53] (74%), Matteo 8,20[54] (74%), Tommaso 86 (74%);
4. "Nessuno è profeta in patria": Tommaso 31,1, Luca 4,24[55] (71%), Vangelo secondo Giovanni 4,44[56] (67%), Matteo 13,57[57] (60%), Vangelo secondo Marco 6,4[58] (58%);
5. Parabola dell'amico importuno (72%): Luca 11,5-8[59];
6. Discorso dei due padroni: Luca 16,13[60],  Matteo 6,24a[61] (72%), Tommaso 47,2 (65%);
7. Parabola del tesoro nascosto: Matteo 13,44[62] (71%), Tommaso 109 (55%);
8. Parabola della pecora smarrita: Luca 15,4-6[63] (70%), Matteo 18,12-13[64] (67%), Tommaso 107 (48%);
9. Giudizio sul cuore umano: Marco 7,14-15[65] (70%), Tommaso 14,5 (67%), Matteo 15,10-11[66] (67%);
10. Parabola della vedova insistente (70%): Luca 18,2-5[67];
11. Parabola del figlio prodigo (70%): Luca 15,11-32[68];
12. «Lascia che i morti seppelliscano i loro morti»: Matteo 8,22[69] (70%), Luca 15,59-60[70] (69%);
13. «Eunuchi per il regno dei cieli» (70%): Matteo 19,12[71];
14. "Li riconoscerete dai loro frutti" (69%):  Matteo 7,16[72], Tommaso 45,1, Luca 6,44[73] (66%);
15. Parabola del banchetto di nozze: Tommaso 64,1-11 (69%), Luca 14,16-23[74] (56%), Matteo 22,2-13[75] (26%).

#### Attendibilità generale dei cinque vangeli
Il Jesus Seminar ha concluso che dei detti contenuti nei "cinque vangeli" (i quattro canonici e il Vangelo di Tommaso) e attribuiti a Gesù, solo il 18% circa (quelli con verdetto "rosso" o "rosa") fu probabilmente pronunciato da lui.
Quasi tutti i detti contenuti nel Vangelo secondo Giovanni sono stati giudicati non autentici, facendo di esso il meno attendibile dei vangeli canonici da questo punto di vista.
Il Vangelo di Tommaso aggiunge solo due detti a lui esclusivi, la parabola della giara vuota (97) e la parabola dell'assassino (98); per ogni altro detto probabilmente autentico lì contenuto ha paralleli nei vangeli sinottici.

### Atti di Gesù
Nel 1998 il Jesus Seminar ha pubblicato The Acts of Jesus: The Search for the Authentic Deeds of Jesus ("Gli atti di Gesù: La ricerca per le azioni autentiche di Gesù"). Secondo la linguetta del libro «Attraverso una ricerca e un dibattito rigorosi, hanno filtrato i vangeli in cerca di prove dell'uomo dietro i miti. La figura che hanno scoperto è molto diversa dall'icona della Cristianità tradizionale».
Secondo i risultati del Jesus Seminar:
- Gesù nacque durante il regno di Erode il Grande;
- il nome di sua madre era Maria, mentre il nome del suo padre potrebbe non essere stato "Giuseppe";
- nacque a Nazaret, non a Betlemme;
- Gesù era un saggio itinerante, che condivideva i pasti con i reietti della società;
- guariva senza l'uso dell'antica medicina o della magia, dando sollievo da afflizioni che oggi sono considerate psicosomatiche;
- non camminò sull'acqua, non moltiplicò pani e pesci, non tramutò l'acqua in vino, né fece risorgere Lazzaro;
- Gesù fu arrestato a Gerusalemme e crocifisso dai Romani;
- fu giustiziato come disturbatore dell'ordine pubblico, non per aver affermato di essere Figlio di Dio;
- la tomba vuota è una finzione, Gesù non risorse fisicamente dai morti;
- la credenza nella risurrezione di Gesù è basata sulle esperienze visionarie di Paolo, Pietro e Maria Maddalena.

Dieci atti autentici ("rossi") di Gesù sono:
1. Esorcismo dell'uomo cieco e muto: Vangelo secondo Luca 11,15-17[77];
2. «Voce di uno che grida nel deserto»: Vangelo secondo Marco 1,1-8[78],  Vangelo secondo Matteo 3,1-12[79],  Luca 3,1-20[80],  Vangelo degli Ebioniti 1;
3. Battesimo di Gesù: Marco 1,9-11[81], Matteo 3,13-17[82],  Luca 3,21-22[83],  Vangelo degli Ebioniti 4;
4. Gesù predica il vangelo: Marco 1,14-15[84];
5. Gesù mangia con i peccatori: Marco 2,15-17[85],  Matteo 9,10-13[86], POxy1224 5,1-2;
6. Erode fa decapitare Giovanni: Marco 6,14-29[87],  Matteo 14,1-12[88],  Luca 9,7-9[89];
7. Crocifissione di Gesù: il nucleo dell'evento è considerato autentico, ma tutti i racconti dei vangeli sono considerati improbabili o fittizi ("neri");
8. Morte di Gesù: il nucleo dell'evento è considerato autentico, ma tutti i racconti dei vangeli sono considerati improbabili o fittizi ("neri");
9. Prima lista di apparizioni, apparizione di Gesù a "Cephas": Prima lettera ai Corinzi 15,3-5[90];
10. Natività di Gesù, i genitori di Gesù si chiamavano Giuseppe e Maria: parti di Matteo 1,18-25[91] e Luca 2,1-7[92];

## Critiche alJesus Seminar
Molti studiosi hanno messo in discussione la metodologia, le assunzioni e le intenzioni del Jesus Seminar. Tra gli studiosi che hanno espresso riserve sul lavoro del Jesus Seminar vi sono Richard Hays, Ben Witherington, Gregory A. Boyd, N.T. Wright, William Lane Craig, Craig Evans, Craig Blomberg, Darrell L. Bock, Edwin Yamauchi, Carsten Peter Thiede, John Paul Meier, Raymond Brown. Paul Mattei, accademico specialista di patristica e responsabile scientifico dell'Istituto Sources Chrétiennes ha affermato che «i procedimenti» del Jesus Seminar «[...] hanno spesso suscitato stupore ed ironia (voto a maggioranza, tra i presenti, cooptati alle riunioni di gruppo) [...] in rottura con qualunque tipo di dogmatismo confessionale [...]». 
In sintesi, le critiche generalmente avanzate sono:
- il Jesus Seminar crea un Gesù separato sia dal suo ambiente culturale che dai suoi sostenitori;
- il sistema di votazione ha gravi pecche;
- i criteri di definizione di ciò che è rosso/rosa/grigio/nero sono incoerenti;
- è stato commesso un errore con l'eliminazione dei messaggi apocalittici dal ministero di Gesù;
- il tentativo di rendere popolare la ricerca su Gesù ne ha diminuito il valore accademico;
- le conclusioni rappresentano principalmente le premesse dei membri, anche se il seminario si è posto l'avvertimento di non cercare un Gesù completamente congeniale ai ricercatori;
- il Jesus Seminar è eccessivamente critico verso i racconti canonici mentre è eccessivamente fiducioso e acritico verso racconti tardi ed extra-canonici;
- solo 14 dei membri sono figure di rilievo nel campo degli studi sul Nuovo Testamento;
- i membri non rappresentano equamente tutti i punti di vista.

Anche il teologo gesuita Gerald O'Collins ha espresso critiche sui metodi e le conclusioni del Jesus Seminar, con particolare attenzione alle implicazioni cristologiche. Critiche sono state espresse anche dallo studioso non credente Maurice Casey, che ha affermato che i membri del Jesus Seminar hanno raffigurato Gesù come "un filosofo cinico che si adatta al loro ambiente intellettuale".    
Posizioni molto critiche, di carattere prettamente religioso, sono state invece assunte da organizzazioni cristiane evangeliche quali la Fundamental Evangelistic Association e il Watchman Expositor..